# Tibet Airlines
A Tibet Airlines é uma empresa aérea com sede em Lhasa, na China, foi fundada em 2010, o primeiro voo internacional foi em 2016 para a Tailândia.

## Frota
Em agosto de 2017:
- Airbus A319:18
- Airbus A320: 6
- Airbus A330: 5